# Behn Unternehmensgruppe
Die Behn-Unternehmensgruppe umfasst die Waldemar Behn GmbH, Hersteller von einzigartigen Spirituosenmarken (u. a. Kleiner Feigling) sowie die Behn Getränke GmbH, führender Getränkefachgroßhändler im Norden Schleswig-Holsteins. Seit der Gründung im Jahr 1892 befindet sich das im Ostseebad Eckernförde ansässige Unternehmen durchgängig in Familienbesitz.
Bis 2023 wurde die Behn-Gruppe von den Brüdern Waldemar († 26. März 2023) und Rüdiger Behn in der vierten Generation gemeinsam geführt und ständig weiterentwickelt. Seit 2024 erfolgt die sukzessive Übergabe der Unternehmensführung an die fünfte Behn-Generation, vertreten durch Asmus Behn und Lisa Behn. Zur Behn-Gruppe gehört außerdem die Nannerl GmbH & Co. KG in Anthering bei Salzburg, Österreich.

## Geschichte

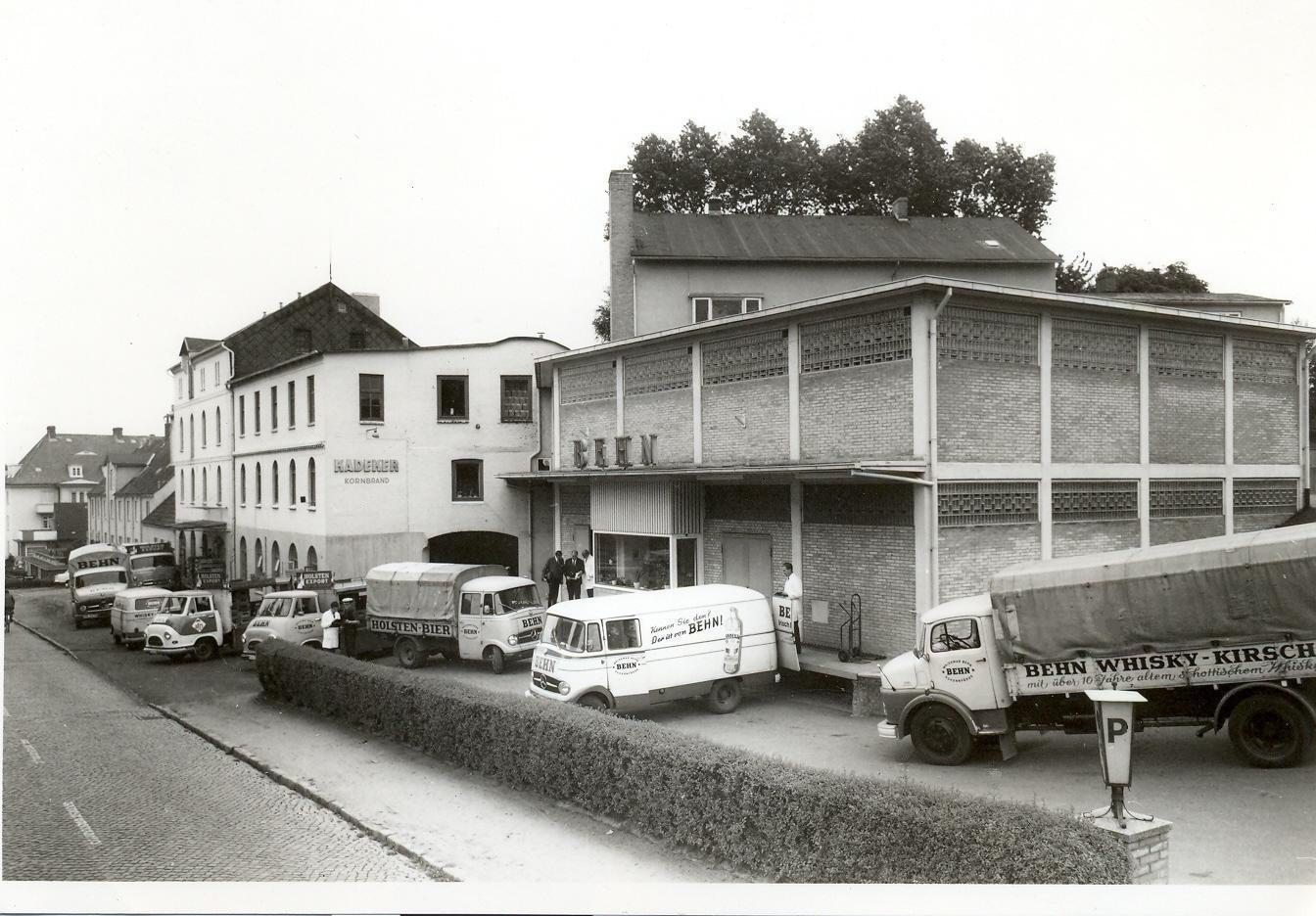
BEHN Firmensitz (1965)

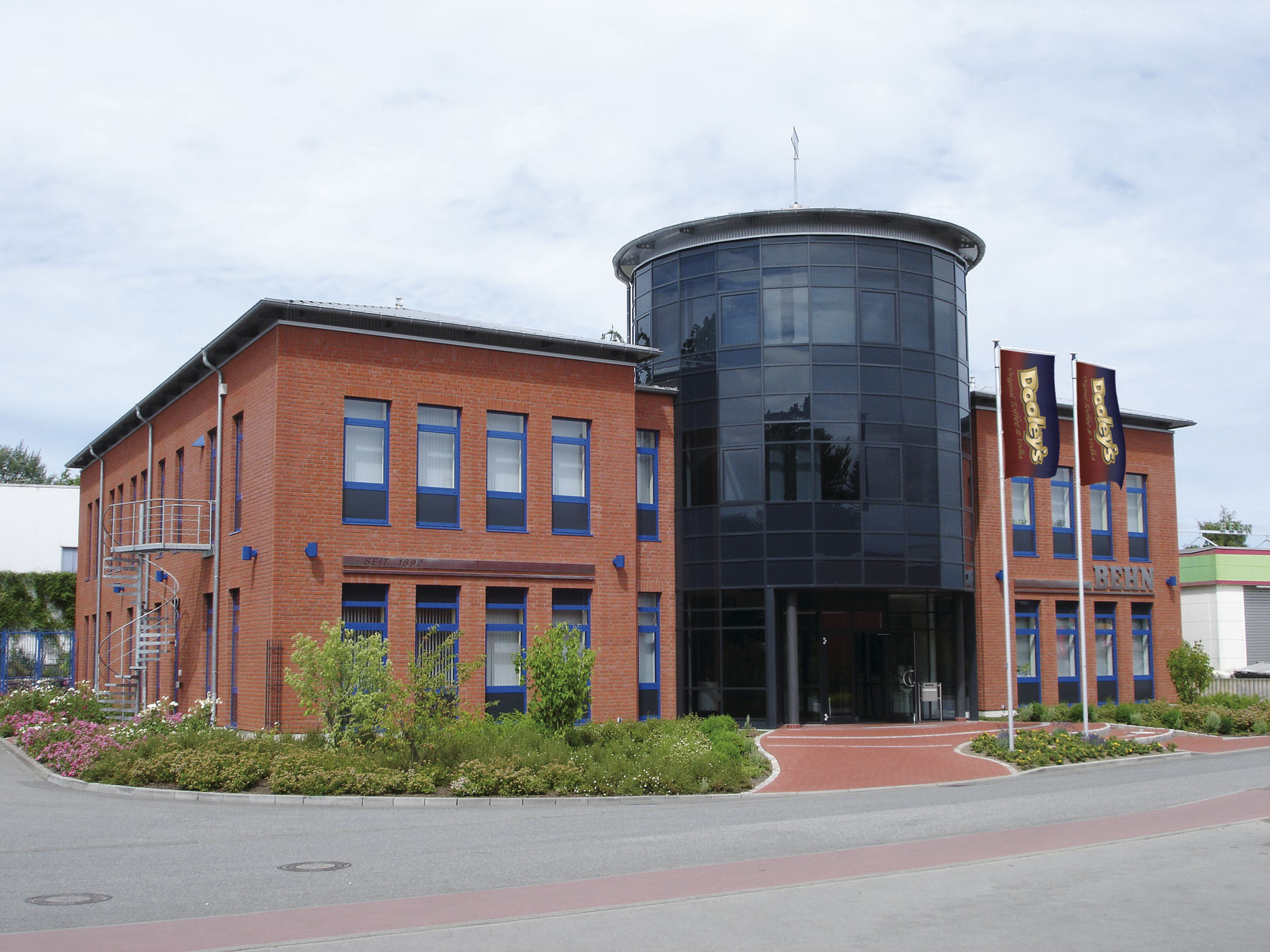
BEHN Firmensitz (2012)

### Gründung und frühe Expansion: Waldemar J.W. Behn
Im Jahr 1892 konnte Waldemar J.W. Behn (1870–1945) nach Beendigung seiner Militärzeit in Kiel aufgrund des Cholera-Ausbruch in Hamburg nicht direkt in seine Heimatstadt zurückkehren. Stattdessen fand er Unterkunft bei Verwandten in Gettorf, Schleswig-Holstein. Als Sohn einer Familie, die in Hamburg-Ottensen eine Weinhandlung und eine Brauerei betrieb, erkannte er hier schnell die unternehmerische Gelegenheit, die ihm die Großbaustelle des Kaiser-Wilhelm-Kanals (heute: Nord-Ostsee-Kanal) bot.
Waldemar Behn errichtete Trinkhallen (Weißbier-Hallen) entlang der Kanal-Baustelle und belieferte diese sowie später auch die umliegende Gastronomie mit Bier aus der elterlichen Brauerei in Ottensen. Bald erweiterte er sein Sortiment um Spirituosen und alkoholfreie Erfrischungsgetränke aus eigener Herstellung. 1907 erwarb Behn die „Eckernförder Actienbrauerei“, die jedoch während des Ersten Weltkrieges stillgelegt werden musste und ihren Betrieb nie wieder aufnahm. 1912 erwarb er zusätzlich auch das Schleswiger Brauhaus. Das ehemalige Brauereigelände in Eckernförde diente der Firma Behn noch bis 1971 als Firmensitz.

### Kriegszeiten und Wirtschaftswunder: Richard Behn und Harro Behn
Während des Ersten Weltkriegs und der darauffolgenden wirtschaftlichen Turbulenzen sicherte Waldemar Behn mit seiner unternehmerischen Kreativität das Überleben des Unternehmens. Sein Sohn Richard (1895–1985) trat 1923 in die Firma ein und führte sie gemeinsam mit seinem Vater durch die Herausforderungen von Depression, Inflation, dem Dritten Reich und dem Zweiten Weltkrieg. Der starke familiäre Zusammenhalt und das Engagement der Behn-Frauen, die das Unternehmen während der Kriegszeiten führen mussten, trugen maßgeblich dazu bei, diese schwierigen Jahre zu überstehen.
1952 übernahm Harro Behn (1926–2006) in der dritten Generation die Unternehmensführung. Er erkannte früh das Potential der Markenbildung und setzte auf innovative Marketing-Konzepte, automatisierte Produktion und überregionale Vermarktung. Unter seiner Leitung wurden Marken wie „Kadeker Doppelkorn“ (1956), „Behn-Whisky-Kirsch“ (1962) und „Zitronenjette“ (1970) erfolgreich eingeführt. Auch der in Schleswig-Holstein heute noch bekannte Slogan „Kennen Sie den? Der ist von Behn!“ (1962) stammt aus der Feder Harro Behns. Mit der Marke „Küstennebel“ (1985), die zu einem seinerzeit spektakulären Erfolg wurde, stellte Harro Behn die Weichen für die zukünftige Entwicklung des Unternehmens.
Durch Übernahme mehrerer Getränkegroßhandlungen wurde zudem seit den 1970er- und bis heute der Bereich des Getränkefachgroßhandelshandels kontinuierlich ausgebaut und die Marktstellung in der Region gefestigt.

### Spezialisierung und Wachstum: Waldemar Behn und Rüdiger Behn
1982 und 1984 übernahmen die Brüder Waldemar und Rüdiger Behn gleichberechtigt die Leitung des Familienunternehmens. Diese Doppelspitze ermöglichte eine optimale Fokussierung auf die beiden primären Geschäftsbereiche Handel und Produktion. Waldemar Behn verantwortete den Ausbau des Getränkefachgroßhandels (Behn Getränke GmbH), während Rüdiger Behn die Herstellung, den Vertrieb und die Markenentwicklung der eigenen Spirituosenmarken übernahm (Waldemar Behn GmbH). Im Jahr 2000 übernahm die Behn-Gruppe das Salzburger Familienunternehmen Nannerl, Hersteller eines umfangreichen Spirituosen- und Nahrungsmittel- und Fruchtsaftkonzentrat-Sortiments.
Mit Rüdiger Behns Sohn Asmus und Waldemar Behns Tochter Lisa trat 2024 die fünfte Behn-Generation das Familienunternehmen ein.

## Unternehmensbereiche

### Behn Getränke GmbH
Der Unternehmensbereich Behn Getränke wurde bis 2023 von Waldemar Behn und Jens Kundrun geleitet. Jens Kundrun trat 2018 in der Geschäftsführung ein. Nach dem Tod von Waldemar Behn im Frühjahr 2023 übernahm Rüdiger Behn die Position seines Bruders und führt den Geschäftsbereich seitdem gemeinsam mit Jens Kundrun weiter.
Die Behn Getränke GmbH beliefert Gastronomie und Einzelhandel mit einem Getränke-Vollsortiment, das über 3.500 Artikel umfasst, darunter Bier, Spirituosen, Wein, Sekt, alkoholfreie Getränke, Kaffee und Tee sowie sonstigen Gastronomiebedarf. Das Unternehmen betreut rund 1.000 Kunden und bietet darüber hinaus auch Gastronomie-Beratung (einschließlich Standortsuche, Konzeption und Ausstattung sowie Finanzierung) sowie Vermietung von Veranstaltungsinventar an.
1995 wurde der Getränkebereich vom Standort im Eckernförder Gewerbegebiet Niewark, den sich beide Behn-Unternehmensbereiche seit 1971 geteilt hatten, in das nahegelegene Gewerbegebiet Marienthal verlegt, wo auf fast 10.000 Quadratmetern ein moderner Logistikbetrieb errichtet wurde. Zudem wurde 1996 ein weiteres Auslieferungslager in Flensburg eröffnet. In Eckernförde uns Kappeln betreibt Behn Getränke zwei eigene Getränke-Abholmärkte unter dem Namen „Behn Getränke-Welt“.
Im Jahr 2005 übernahm die Behn Getränke GmbH Anteile des Sylter Getränkefachgroßhändlers Getränke Möller. Heute beschäftigt die Behn Getränke GmbH rund 90 Mitarbeiter.

### Waldemar Behn GmbH
Die Waldemar Behn GmbH, der Unternehmensbereich, der für einzigartige Spirituosenmarken steht, wurde operativ von Rüdiger Behn geleitet. Seit 2022 ist Philipp Fellmann als weiterer Geschäftsführer im Unternehmen tätig. Die Firma stellt im Ostseebad Eckernförde ein breites Sortiment an Spirituosenmarken her. Bis 1992 waren dies hauptsächlich Produkte mit starkem regionalem Bezug, die vorwiegend in Schleswig-Holstein verkauft wurden. Die Pflege regionaler Traditionsmarken wie „Küstennebel“, „Friesengeist“, „De geele Köm“ und „Behn Kartoffelschnaps“ wird bei Behn auch heute noch großgeschrieben. Mit „Küstennebel“, der bekanntesten deutschen Anis-Spirituose, gelang 1985 nach „Behn Whisky Kirsch“ in den 1960er Jahren abermals eine nationale Marken-Einführung.
1992, zum 100-jährigen Geburtstag des Unternehmens, brachte Behn die Marke „Kleiner Feigling“ auf den Markt. Mit der partytauglichen 0.02l-Kleinflasche, dem frechen Design und der Etablierung gruppendynamischer Spielideen und Trinkzeremonien eröffnete „Kleiner Feigling“ eine neue Kategorie im Spirituosen-Markt. Der Mix aus Feigenlikör und Wodka ist zu einer der bekanntesten und beliebtesten Party-Spirituosen Deutschlands geworden. Erst seit 2013 werden neue Geschmacksrichtungen als Ergänzung zur Original-Variante eingeführt. Die Marke wird heute in rund 20 Länder exportiert.
Nach der Wiedervereinigung übernahm die Waldemar Behn GmbH 1997 die „Radeberger Destillation und Likörfabrik“ in Radeberg bei Dresden, so dass „Original Radeberger Kräuterlikör seit 1877“ als überregionale Marke zum Behn-Portfolio gehört. Die 2010 eingeführte Marke „Andalö“, ein fruchtiger Aperitif-Likör, ist inzwischen ebenfalls bundesweit bekannt.
Im Jahr 1999 führte Behn „Dooley’s Original Toffee Cream Liqueur“ ein, den ersten Sahne-Likör auf Wodka-Basis und baute damit sein internationales Engagement aus. 2013 erwarb Behn die Wodka-Marke „DANZKA“ vom französischen Spirituosenkonzern Belvédère. Der dänische Wodka mit der markanten Flasche aus gebürstetem Aluminium; gehört zu den führenden Wodka-Marken im internationalen Duty Free- und Travel Retail-Markt.
Die Waldemar Behn GmbH beschäftigt rund 180 Mitarbeiter, die neben den eigenen Spirituosenmarken auch internationale Fremdmarken wie „G´Vine Gin“ aus Frankreich sowie diverse Whisky-Marken aus den USA, Japan und Frankreich vertreiben. Alle Spirituosen-Marken sind zudem über den Behn-eigenen Onlineshop erhältlich.

### Nannerl GmbH & Co KG
Die Nannerl GmbH und Co KG ist Hersteller von Spirituosen, Nahrungsmitteln sowie Fruchtsaftkonzentraten mit Sitz in Anthering bei Salzburg, Österreich. Das Unternehmen wird von Rüdiger Behn als geschäftsführendem Gesellschafter gemeinsam mit dem Geschäftsführer Markus Pfarrhofer geleitet.
Neben der berühmten Geigenflasche gehören heimische Spirituosen zum Sortiment von Nannerl. Zu den bekanntesten Marken gehören „Alpenschnaps“ und der Jaga-Tee „Alpenmax“ sowie verschiedene Früchtepunsch-Sorten, die von Behn in Deutschland vertrieben werden.
Weiterhin umfasst das Sortiment der Nannerl GmbH Fruchtsaftkonzentrate sowie Suppen, Saucen, Desserts und Gewürzmischungen sowie seit 2024 Nahrungsergänzungsmittel unter der Marke „Mons Fortis“.
Das international tätige Unternehmen beschäftigt rund 80 Mitarbeiter und exportiert seine Produkte in rund 35 Länder. Da viele Produkte in Großgebinden verkauft werden, zählen vor allem Gastronomie und Großhandel sowie Großverbraucher zu den Kunden.